# Ligue 1 2023-24
La Ligue 1 2023-24 va ser la 86a edició de la Ligue 1, disputada entre l'11 d'agost de 2023 i el 19 de maig de 2024. El campionat el va guanyar el Paris Saint-Germain, sent el seu 12è títol, el tercer consecutiu.

## Classificació
Notes:
Normes de classificació: 1) Punts; 2) Diferència de gols; 3) Punts cara a cara; 4) Diferència de gols cara a cara; 5) Gols cara a cara marcats; 6) Gols cara a cara marcats a fora; 7) Gols marcats; 8) Gols marcats com a visitant; 9) Punts de joc net (Nota: la norma del cara a cara només s'utilitza després que s'hagin jugat tots els partits entre els equips en qüestió)

## Resultats

### Taula de resultats
|                        | BRE | CLE | LeH | LEN | LIL | LOR | MET | MON | MOT | NAN | NIZ | OLi | OMa | PSG | REN | SRE | STR | TOL |
| ---------------------- | --- | --- | --- | --- | --- | --- | --- | --- | --- | --- | --- | --- | --- | --- | --- | --- | --- | --- |
| Brest                  | –   | 3-0 | 1-0 | 3-2 | 1-1 | 4-0 | 4-3 | 0-2 | 2-0 | 0-0 | 0-0 | 1-0 | 1-0 | 2-3 | 0-0 | 1-1 | 1-1 | 1-1 |
| Clermont               | 1-1 | –   | 2-1 | 0-3 | 0-0 | 1-0 | 0-1 | 2-4 | 1-1 | 0-1 | 0-1 | 0-1 | 1-5 | 0-0 | 1-3 | 4-1 | 1-1 | 0-3 |
| Le Havre               | 1-2 | 2-1 | –   | 0-0 | 0-2 | 3-0 | 0-1 | 0-0 | 0-2 | 0-1 | 3-1 | 3-1 | 1-2 | 0-2 | 0-1 | 1-2 | 2-0 | 1-0 |
| Lens                   | 1-0 | 1-0 | 1-1 | –   | 1-1 | 2-0 | 0-1 | 2-3 | 2-2 | 4-0 | 1-3 | 3-2 | 1-0 | 0-2 | 1-1 | 2-0 | 3-1 | 2-1 |
| Lille                  | 1-0 | 4-0 | 3-0 | 2-1 | –   | 3-0 | 2-0 | 2-0 | 1-0 | 2-0 | 2-2 | 3-4 | 3-1 | 1-1 | 2-2 | 1-2 | 1-0 | 1-1 |
| Lorient                | 0-1 | 5-0 | 3-3 | 0-0 | 4-1 | –   | 2-3 | 2-2 | 0-3 | 0-1 | 1-1 | 0-2 | 2-4 | 1-4 | 2-1 | 2-0 | 1-2 | 1-2 |
| Metz                   | 0-1 | 1-0 | 0-0 | 2-1 | 1-2 | 1-2 | –   | 2-5 | 0-1 | 3-1 | 0-1 | 1-2 | 2-2 | 0-2 | 2-3 | 2-2 | 0-1 | 0-1 |
| Monaco                 | 2-0 | 4-1 | 1-1 | 3-0 | 1-0 | 2-2 | 2-1 | –   | 2-0 | 4-0 | 0-1 | 0-1 | 3-2 | 0-0 | 1-0 | 1-3 | 3-0 | 1-2 |
| Montpellier            | 1-3 | 1-1 | 2-2 | 0-0 | 0-0 | 2-0 | 3-0 | 0-2 | –   | 1-1 | 0-0 | 1-2 | 1-1 | 2-6 | 0-0 | 1-3 | 2-2 | 3-0 |
| Nantes                 | 0-2 | 1-2 | 0-0 | 0-1 | 1-2 | 5-3 | 0-2 | 3-3 | 2-0 | –   | 1-0 | 1-3 | 1-1 | 0-2 | 0-3 | 0-1 | 1-3 | 1-2 |
| Nice                   | 0-0 | 0-0 | 1-0 | 2-0 | 1-1 | 3-0 | 1-0 | 2-3 | 1-2 | 1-2 | –   | 0-0 | 1-0 | 1-2 | 2-0 | 2-1 | 2-0 | 1-0 |
| Olympique Lyonnais     | 4-3 | 1-2 | 0-0 | 0-3 | 0-2 | 3-3 | 1-1 | 3-2 | 1-4 | 1-0 | 1-0 | –   | 1-0 | 1-4 | 2-3 | 1-1 | 2-1 | 3-0 |
| Olympique de Marseille | 2-0 | 2-1 | 3-0 | 2-1 | 0-0 | 3-1 | 1-1 | 2-2 | 4-1 | 2-0 | 2-2 | 3-0 | –   | 0-2 | 2-0 | 2-1 | 1-1 | 0-0 |
| Paris Saint-Germain    | 2-2 | 1-1 | 3-3 | 3-1 | 3-1 | 0-0 | 3-1 | 5-2 | 3-0 | 2-1 | 2-3 | 4-1 | 4-0 | –   | 1-1 | 2-2 | 3-0 | 1-3 |
| Stade Rennais          | 4-5 | 3-1 | 2-2 | 1-1 | 2-2 | 1-2 | 5-1 | 2-1 | 2-1 | 3-1 | 2-0 | 0-1 | 2-0 | 1-3 | –   | 3-1 | 1-1 | 1-2 |
| Stade de Reims         | 1-2 | 2-0 | 1-0 | 1-1 | 0-1 | 1-0 | 2-1 | 1-3 | 1-2 | 0-0 | 0-0 | 2-0 | 1-0 | 0-3 | 2-1 | –   | 2-1 | 2-3 |
| Strasbourg             | 0-3 | 0-0 | 2-1 | 0-1 | 2-1 | 1-3 | 2-1 | 0-1 | 2-2 | 1-2 | 1-3 | 2-1 | 1-1 | 1-2 | 2-0 | 3-1 | –   | 2-0 |
| Toulouse               | 0-3 | 2-2 | 1-2 | 0-2 | 3-1 | 1-1 | 3-0 | 1-2 | 1-2 | 1-2 | 2-1 | 2-3 | 2-2 | 1-1 | 0-0 | 1-1 | 0-0 | –   |

## Play-off pel descens
La temporada 2023-24 va acabar amb un play-off pel descens entre el 16è classificat de la Ligue 1, el Metz, i el guanyador de la semifinal del play-off de la Ligue 2, el Saint-Étienne, en un enfrontament a doble partit.
Anada
| Saint-Étienne               | 2–1     | Metz         |
| --------------------------- | ------- | ------------ |
| * Sissoko 19' - Cardona 80' | Informe | * Traoré 45' |

Tornada
| Metz                                 | 2–2 (pr.) | Saint-Étienne             |
| ------------------------------------ | --------- | ------------------------- |
| * Camara 17' - Mikautadze 25' (pen.) | Informe   | * Pétrot 35' - Wadji 116' |

El Saint-Étienne va guanyar 4–3 en el global i va ascendir a la Ligue 1, mentre que el Metz va baixar a la Ligue 2.

## Estadístiques

### Màxims golejadors
| Rank | Jugador                   | Club                   | Gols |
| ---- | ------------------------- | ---------------------- | ---- |
| 1    | Kylian Mbappé             | Paris Saint-Germain    | 27   |
| 2    | Jonathan David            | Lille                  | 19   |
| 2    | Alexandre Lacazette       | Olympique Lyonnais     | 19   |
| 4    | Pierre-Emerick Aubameyang | Olympique de Marseille | 17   |
| 5    | Wissam Ben Yedder         | Monaco                 | 16   |
| 6    | Thijs Dallinga            | Toulouse               | 14   |
| 7    | Georges Mikautadze        | Metz                   | 13   |
| 8    | Terem Moffi               | Nice                   | 11   |
| 8    | Gonçalo Ramos             | Paris Saint-Germain    | 11   |
| 10   | Arnaud Kalimuendo         | Stade Rennais          | 10   |

### Hat-tricks
| Jugador             | Club                | Rival          | Resultat | Data             |
| ------------------- | ------------------- | -------------- | -------- | ---------------- |
| Kylian Mbappé       | Paris Saint-Germain | Stade de Reims | 3–0 (A)  | 11 novembre 2023 |
| Alexandre Lacazette | Olympique Lyonnais  | Toulouse       | 3–0 (H)  | 10 desembre 2023 |
| Kamory Doumbia4     | Brest               | Lorient        | 4–0 (H)  | 20 desembre 2023 |
| Jonathan David      | Lille               | Le Havre       | 3–0 (H)  | 17 febrer 2024   |
| Mahdi Camara        | Brest               | Strasbourg     | 3–0 (A)  | 24 febrer 2024   |
| Kylian Mbappé       | Paris Saint-Germain | Montpellier    | 6–2 (A)  | 17 març 2024     |

Notes
4 El jugador va fer 4 gols

## Premis

### Mensuals
| Mes      | Jugador del mes           | Jugador del mes        | Ref.   |
| Mes      | Jugador                   | Club                   | Ref.   |
| -------- | ------------------------- | ---------------------- | ------ |
| Agost    | Takumi Minamino           | Monaco                 | [ 4 ]  |
| Setembre | Marcin Bułka              | Nice                   | [ 5 ]  |
| Octubre  | Kylian Mbappé             | Paris Saint-Germain    | [ 6 ]  |
| Novembre | Kylian Mbappé             | Paris Saint-Germain    | [ 7 ]  |
| Desembre | Pierre-Emerick Aubameyang | Olympique de Marseille | [ 8 ]  |
| Gener    | Martin Terrier            | Stade Rennais          | [ 9 ]  |
| Febrer   | Pierre Lees-Melou         | Brest                  | [ 10 ] |
| Març     | Edon Zhegrova             | Lille                  | [ 11 ] |
| Abril    | Alexandre Lacazette       | Olympique Lyonnais     | [ 12 ] |

### Anual
| Premi                        | Guanyador            | Club                | Ref.   |
| ---------------------------- | -------------------- | ------------------- | ------ |
| Jugador de la temporada      | Kylian Mbappé        | Paris Saint-Germain | [ 13 ] |
| Jugador jove de la temporada | Warren Zaïre-Emery   | Paris Saint-Germain | [ 13 ] |
| Porter de la temporada       | Gianluigi Donnarumma | Paris Saint-Germain | [ 13 ] |
| Gol de la temporada          | Kamory Doumbia       | Brest               | [ 13 ] |
| Entrenador de la temporada   | Eric Roy             | Brest               | [ 13 ] |

| Equip de la temporada | Equip de la temporada                      | Equip de la temporada                              | Equip de la temporada                              | Equip de la temporada                      | Equip de la temporada                      |
| --------------------- | ------------------------------------------ | -------------------------------------------------- | -------------------------------------------------- | ------------------------------------------ | ------------------------------------------ |
| Porter                | Gianluigi Donnarumma (Paris Saint-Germain) | Gianluigi Donnarumma (Paris Saint-Germain)         | Gianluigi Donnarumma (Paris Saint-Germain)         | Gianluigi Donnarumma (Paris Saint-Germain) | Gianluigi Donnarumma (Paris Saint-Germain) |
| Defenses              | Achraf Hakimi (Paris Saint-Germain)        | Marquinhos (Paris Saint-Germain)                   | Dante (Nice)                                       | Bradley Locko (Brest)                      |                                            |
| Migcampistes          | Vitinha (Paris Saint-Germain)              | Pierre Lees-Melou (Brest)                          | Pierre Lees-Melou (Brest)                          | Warren Zaïre-Emery (Paris Saint-Germain)   |                                            |
| Davanters             | Ousmane Dembélé (Paris Saint-Germain)      | Pierre-Emerick Aubameyang (Olympique de Marseille) | Pierre-Emerick Aubameyang (Olympique de Marseille) | Kylian Mbappé (Paris Saint-Germain)        |                                            |